# IV Cuerpo
El IV Cuerpo de la Grande Armée fue una unidad militar francesa que existió durante las Guerras Napoleónicas, consistía en varias unidades y comandantes diferentes.

## Guerra de la Tercera Coalición
El cuerpo se formó en 1805, y el Mariscal Jean-de-Dieu Soult fue designado como su primer comandante.
El IV Cuerpo formó parte del centro extendido de la línea francesa en la Batalla de Austerlitz en diciembre de 1805. Durante la batalla, Napoleón ordenó a Soult para atacar las alturas de Pratzen, desde donde los aliados habían estado atacando a la derecha francesa. Los repetidos ataques de los rusos bajo el mando del general Kutuzov casi rompieron la línea del IV Cuerpo, pero la ayuda del Mariscal Jean Baptiste Bernadotte del I Cuerpo permitió a los franceses mantener su control de las Alturas. Los sobrevivientes luego se movieron hacia el sur y envolvieron la columna del general Friedrich Wilhelm von Buxhoeveden, enviando a los Aliados a una retirada.

## Guerra de la Cuarta Coalición
El cuerpo formó el ala derecha de la línea francesa en la Batalla de Jena en octubre de 1806. En la Eylau en febrero de 1807, el cuerpo fue rechazado por el ejército ruso al mando de los generales Tutchkov y Dmitry Dokhturov.
En 1808, Soult fue trasladado a España, donde tomó el mando del II Cuerpo en la Guerra Peninsular.

## Campaña rusa
El cuerpo consistía principalmente en tropas del Reino de Italia en el momento de la invasión de Rusia en 1812. Fue comandado por el hijastro de Napoleón que era Eugène de Beauharnais. El cuerpo participó en la Batalla de Borodino, donde formó el ala izquierda de la línea francesa. Posteriormente, luchó también en las batallas de Malojaroslavec y Viazma. El cuerpo sufrió numerosas bajas durante la retirada.

Comandantes en Borodino
- Comandante de cuerpo: Príncipe Eugène de Beauharnais;
  - Comandantes de división:
    - General de división Delzons
    - General de división Broussier
    - General de brigada Lechi

  - Cuerpo de caballería al mando del General de división d'Ornano
  - Cuerpo de artillería al mando del General de division d'Anthouard de Vraincourt

## Guerra de la Sexta Coalición
Bajo el mando del general Henri Gatien Bertrand, participó en las batallas de Lützen, Großbeeren, Dennewitz , Wartenburg y Leipzig.

## Guerra de la Séptima Coalición
El cuerpo fue encabezado por el general Étienne Maurice Gérard en 1815 y participó en la Batalla de Ligny y la Batalla de Waterloo.